# نيكولاس غروين
نيكولاس غروين (بالإنجليزية: Nicholas Gruen)‏ هو اقتصادي أسترالي، ولد في 1957.